# Rocky Point (udde i Antarktis)
Rocky Point är en udde i Antarktis. Den ligger i Östantarktis. Nya Zeeland gör anspråk på området.
Terrängen inåt land är varierad. Havet är nära Rocky Point åt nordväst. Trakten är obefolkad. Det finns inga samhällen i närheten. 